# Замък Амбрас
Замъкът Амбрас (на немски: Schloss Ambras) е замък музей в Инсбрук, Австрия. Представлява една от основните забележителности на града и е свързан културно-исторически тясно с Фердинанд II.

## История
Когато през 1563 г. Фердинанд II става суверен на Тирол, наема италиански архитекти за преустройването на средновековна крепост в ренесансов замък. Фердинанд II е покровител на изкуствата и събира в замъка голяма колекция от оръжие, картини, скулптури, украшения и други. Целият комплекс се състои от Горния замък, долният замък и испанската зала както и вътрешен двор с градина.
В замъка се намира музей, който се счита за най-стария в света, специално създаден с тази цел. Представлява основно място за провеждането на Инсбрукски фестивал на старинната музика
- Замъкът изобразен на гравюра от Матеус Мериан
- Корали
- Рицарски доспехи
- Испанската зала